# Kinbrae
Kinbrae – miasto w Stanach Zjednoczonych, w stanie Minnesota, w hrabstwie Nobles.